# Krumowo (obwód Płowdiw)
Krumowo (bułg. Крумово) – wieś w południowej Bułgarii, w obwodzie Płowdiw, w gminie Rodopi.
Miejscowość położona jest na Nizinie Górnotrackiej.